# Доисторическая медицина
Доисторическая или первобытная медицина — совокупность знаний, представлений и навыков, касающихся природы и методов лечения болезней, которыми владели первобытные люди. 

### Данные археологии
Останки первобытных людей, как скелетированные, так и естественным образом мумифицированные (см. например, болотные люди), могут дать информацию о том, какими болезнями страдали первобытные люди, что послужило причиной их смерти, а также какую медицинскую помощь они получали при жизни.
Первые ритуализированные захоронения обнаруживаются у неандертальцев, живших около 350—35 тысяч лет назад. Неандертальцы были генетически очень близки к человеку современного вида и могли иметь смешанное репродуктивное потомство. Ранее считалось, что неандерталец является прямым предком современного человека, однако сейчас антропологи придерживаются мнения, что неандерталец — тупиковая ветвь рода Homo. Несколько тысячелетий неандертальцы и люди современного вида существовали параллельно, контактируя друг с другом и, очевидно, вступая в смешанные браки (поскольку у большинства ныне живущих людей, кроме негроидов, есть гены неандертальцев), затем, около 35 тысяч лет назад, неандертальцы вымерли по неизвестным причинам.
Согласно исследованиям строения черепа неандертальцев, у них были развиты зоны, отвечающие за реакцию, однако меньше, чем у человека современного вида, развито абстрактное мышление. Тем не менее, неандертальцы обладали достаточно развитым сознанием и социальными отношениями, чтобы создавать сложные ритуализированные погребения. Типичное неандертальское погребение выглядело следующем образом: в земле вырывали яму овальной формы глубиной от 40 до 60 см. Тело покойного укладывалось в определённую позу — чаще всего, лежа на боку, с коленями, подтянутыми к голове и сложенными руками, то есть в позе сна или позе эмбриона. В могилу помещались предметы, которыми неандерталец пользовался при жизни, например, каменные орудия, а также еда (в некоторых захоронениях были обнаружены обгоревшие кости животных); могилы украшались охрой и цветами.
Одними из первых свидетельств наличия медицины у первобытных людей являются находки в пещере Шанидар в Ираке. В 1960-е пещере были обнаружены девять скелетов неандертальцев, причем многие обнаруженные скелеты несут следы тяжелых патологий — следы болезней и травм. Люди с такими недугами не могли бы выжить самостоятельно, что свидетельствует о развитой взаимопомощи в коллективе неандертальцев. Тела были захоронены на ложе из веток и украшены букетиками и связками из целебных растений, среди которых: тысячелистник, золототысячник, крестовник, алтей, водяные лилии, эфедра и мальвовые. Все эти растения и сегодня произрастают на территории Ирака.

Реконструкция захоронения в Ла-Шапель-о-Сен. (Дарвиновский музей)

Наиболее примечательный из обнаруженных скелетов — старец из Шанидара — мужчина-неандерталец возрастом от 40 до 50 лет, большую часть жизни проживший инвалидом: его правая рука была ампутирована по плечо ещё в ранней юности, он был слепым на левый глаз, о чём свидетельствуют повреждения латеральной стенки левой глазничной впадины, кроме того, «старец» страдал от артрита и мог бы прожить такую долгую жизнь только благодаря заботе соплеменников. Зубы «старца» были стерты до десен в результате постоянного жевания — предполагается, что его занятием в племени было жевание кожи в целях её обработки.
Ещё одно известное захоронение — мужчина из пещеры Буфья-Бонневаль во французской коммуне Ла-Шапель-о-Сен, примерно того же возраста (около 45 лет), страдавший от артрита и перелома бедра, свидетельствующих о том, что тот был лежачим больным.

### Данные антропологии

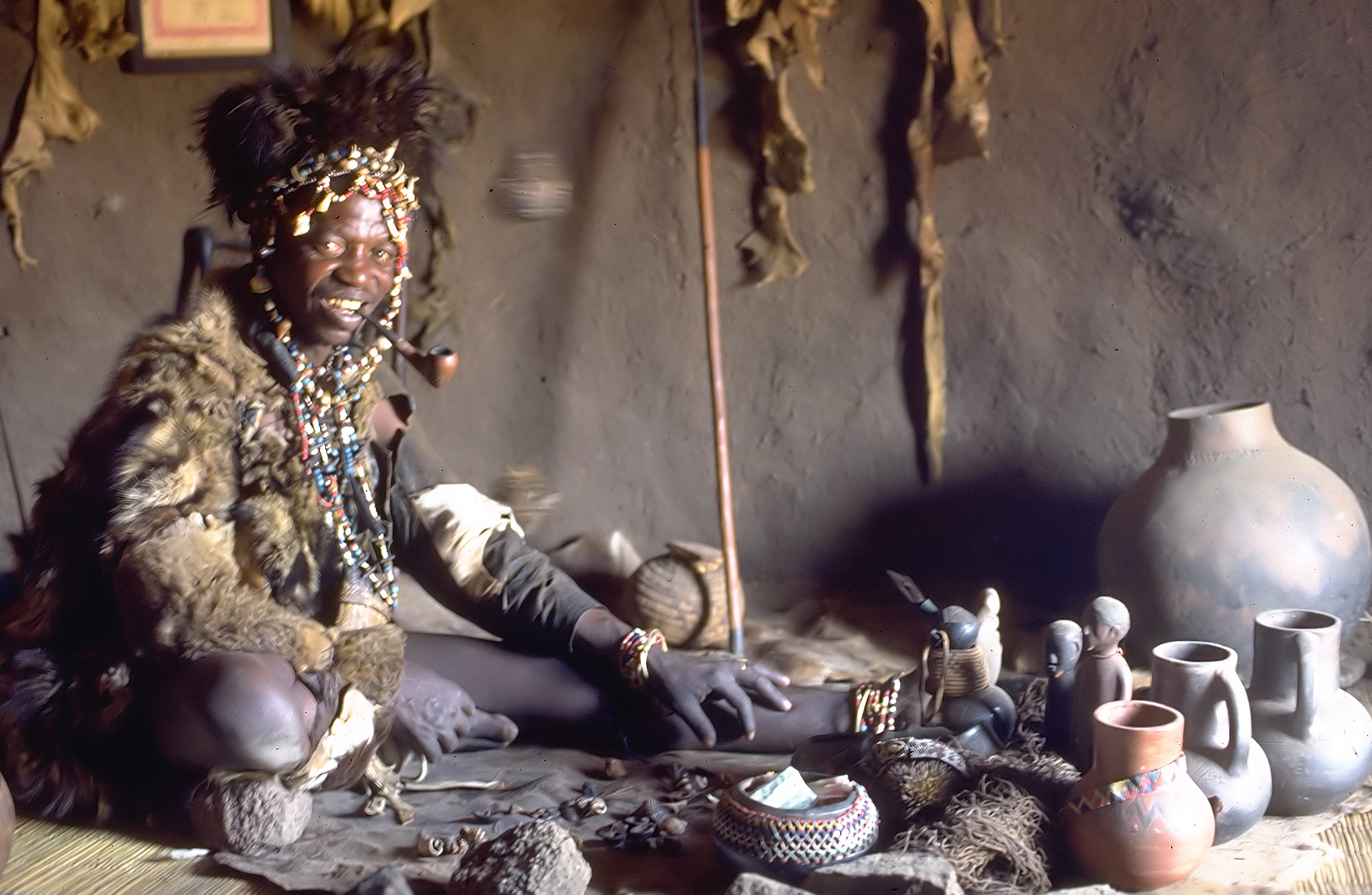
Шаман-целитель народа шона, Зимбабве

Одним из методов изучения первобытности является наблюдение за народами, находящимися на стадии первобытно-общинного строя — аборигенами Африки, Океании, Австралии, Южной Америки, а также Сибири и Крайнего Севера России. Они широко используют лекарственные свойства растений и минералов, умеют останавливать кровотечение при помощи подручных средств (паутина, зола, жир), высасывать яд при укусе ядовитой змеи, прижигать раны, накладывать повязки и компрессы, производить кровопускание. Скорее всего, всеми этими навыками обладал и первобытный человек, хотя в научной среде существует дискуссия о правомерности распространения данных, полученных при наблюдении за современными аборигенами, на существенно более ранние эпохи. 
Также следует учитывать, что в настоящее время даже в самых отдаленных и изолированных регионах ощущается влияние цивилизации. Международные медицинские организации, такие как Врачи без границ, Красный крест и другие осуществляют свою деятельность по всему земному шару, содействуя снижению смертности в развивающихся странах. В 1967 году Всемирная организация здравоохранения (ВОЗ) приняла решение об интенсификации искоренения натуральной оспы с помощью массовой вакцинации человечества, в результате чего была полностью побеждена болезнь, уносившая жизни десятков миллионов человек ежегодно.. Силами международных организаций и волонтеров осуществляются вакцинация населения развивающихся стран и организация карантинов при вспышках особо опасных инфекционных заболеваний, благодаря чему улучшается ситуация даже в самых неблагоприятных по уровню здравоохранения регионах.

## Условия жизни первобытных людей
Находки жилищ, посуды, одежды, орудий труда и др. дают нам представление о том, в каких условиях жили первобытные люди и как условия их существования влияли на их здоровье и продолжительность жизни. 

### Ледниковый период

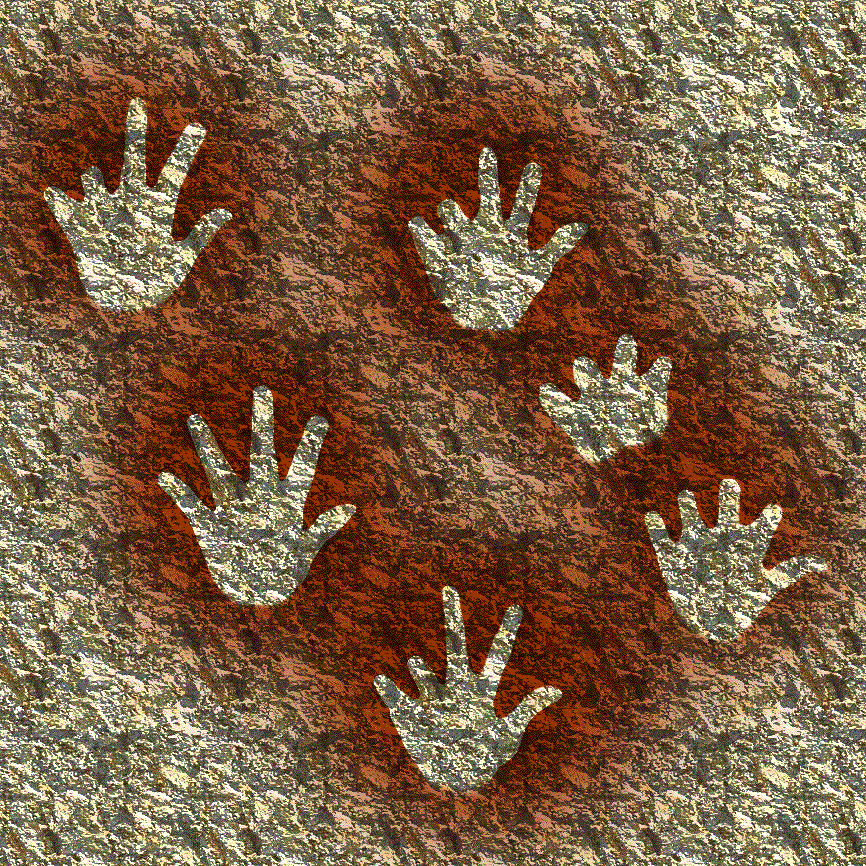
Негативные отпечатки рук с недостающими фалангами. Пещера Гаргас, («Пещера изуродованных рук»), Франция.

Последний крупный ледниковый период — Вюрмское оледенение — длился приблизительно с 110 до 10 тыс лет до н.э. Таким образом, культуры неандертальцев и людей современного вида эпохи палеолита возникали и развивались в условиях глобального похолодания. Последний ледниковый максимум, когда общий объём льда в ледниках был наибольшим, относится ко времени около 26—20 тысяч лет назад. Север Евразии был покрыт ледником, а нынешняя пустыня Сахара и долина Нила были болотами. 
На стенах пещер в Южной Испании и Франции вместе с рисунками первобытного человека находят отпечатки ладоней, нанесенных при помощи различных минеральных красителей, например охры. На некоторых отпечатках видно отсутствие верхних фаланг пальцев рук — вероятно, следствие обморожения (хотя не исключено и ритуальное самоповреждение).
В палеолите человек жил присваивающим хозяйством — охотой и собирательством, вследствие чего вел преимущественно кочевой образ жизни. Пещеры, вопреки распространенному мнению, использовались как временные убежища, а не постоянное жилище, одновременно люди строили шалаши и хижины из веток, шкур и крупных костей. Доступные первобытному человеку жилища не могли защитить от холода и сырости, что негативно сказывалось на здоровье. 
Темпы воспроизводства населения в эпоху палеолита, вероятно, были близки к темпам воспроизводства современных охотников и собирателей — в среднем каждая здоровая женщина рожает раз в три года.

## Болезни первобытных людей
Плохие условия существования доисторического человека вызывали множество более или менее тяжелых болезней и приводили к преждевременной смерти. Основные болезни первобытного человека — расстройства питания, болезни кожи, инфекционные заболевания, травмы, раны и переломы, полученные на охоте или в сражении. Особо частыми были болезни костей, главным образом, артрит конечностей. 

### Болезни зубов
Первобытный человек весьма часто страдал от зубной боли и всевозможных болезней, поражающих зубы. Вследствие питания грубой и плохо приготовленной пищей зубы истирались и деформировались. Такое состояние зубов замечается не только в Европе, но и в Америке на черепах, принадлежащих различным периодам, как старокаменному, так новокаменному и бронзовому. Даже у 12-летних уже происходило разрушение жевательной поверхности зубов. Часто встречалась костоеда, более характерная для обитателей севера, чем юга. Зубы, покрытые винным камнем, с остатками пищи, очевидно, не содержались в чистоте. В связи с болезнями зубов наблюдаются страдания челюстей: часто встречаются воспаление надкостницы и разрастание челюсти; зубные ячейки обезображены. По состоянию зубов мы можем до некоторой степени составить представление о том, как часто первобытные люди страдали зубной болью. Также следует отметить, что на состояние зубов женщин негативное влияние оказывали частые беременности — так как формирующийся плод нуждается в кальции, зачастую организм матери страдает от недостатка витаминов и минералов, особенно если ее питание и без того скудно, что приводит к истощению организма и постепенному разрушению зубов. 
По всей видимости, единственным лечением, которое первобытные люди могли получить, являлась примитивная процедура удаления зуба. Для облегчения боли использовались растения с обезболивающим эффектом, в том числе наркотические.

## Методы лечения
Мировоззрение первобытных людей характеризуется словом «анимизм» или «фетишизм»: все люди и предметы имеют душу; она уходит во время сна или после смерти, но продолжает пребывать постоянно около живых; она вселяется в здорового и вызывает болезнь и, чтобы её изгнать, следует пустить в ход всякие хитрости. Испокон веков болезнь считалась следствием воздействия злого духа или демона — чтобы вылечить болезнь, следует изгнать духа. Для этого применялись различные магические ритуалы, заклинания, молитвы и заговоры. 
Не имея фундаментальных представлений о причине возникновения большинства болезней, первобытный человек все же обладал некоторыми практическими навыками, обеспечивающими его выживание. Древние охотники часто получали травмы во время добычи пищи, раны от клыков и когтей диких животных, вывихи и переломы от падений; нередки и следы боевых ран, нанесенных каменным или металлическим оружием. Если в рану попадала инфекция, смерть от заражения крови или столбняка была неизбежна. Ученые обнаружили на некоторых скелетах следы правильно залеченных переломов, свидетельствующие о том, что первобытные люди хорошо умели вправлять переломы и накладывать шины, вероятно, из глины. 

### Хирургия

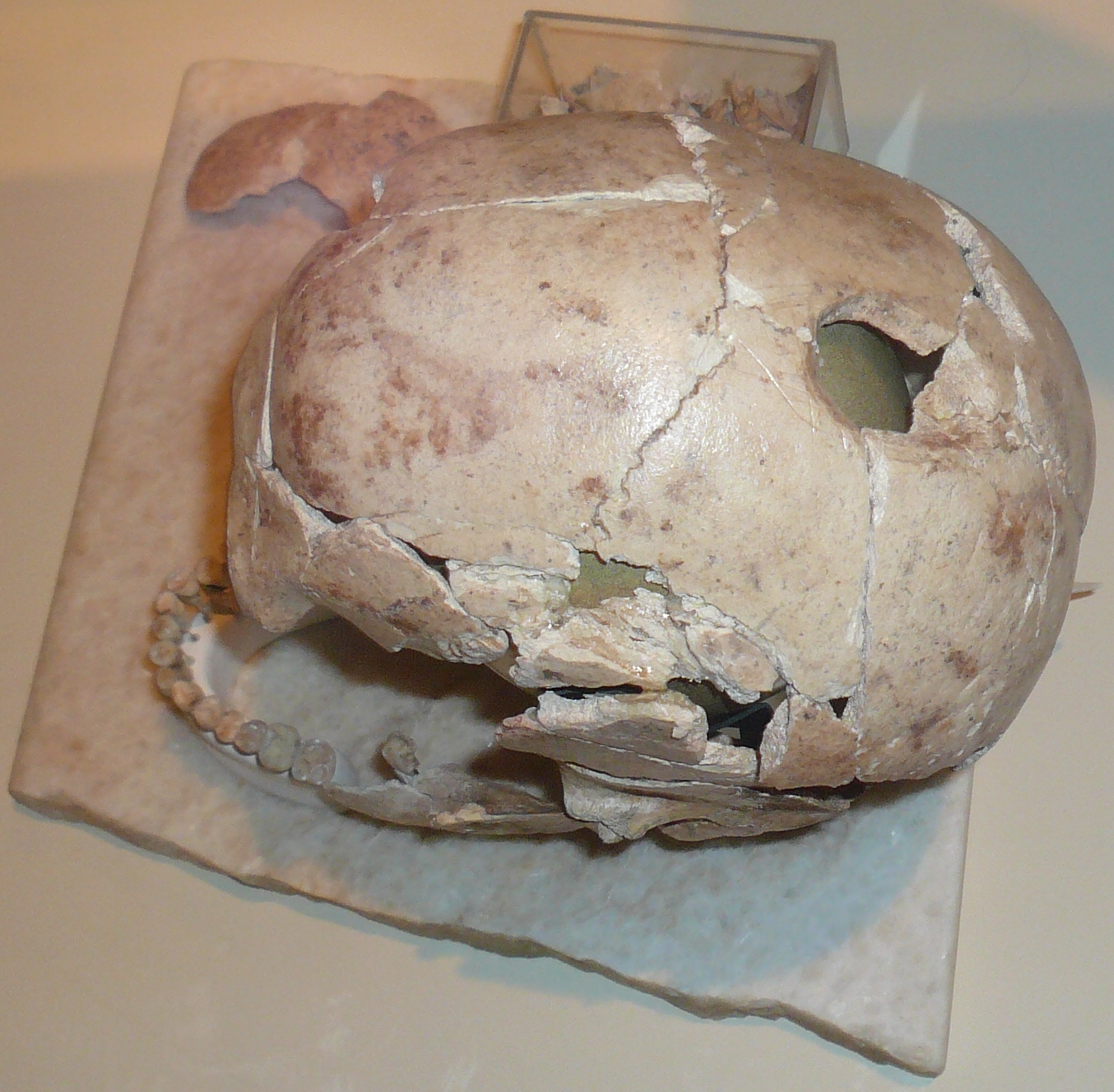
Череп периода энеолита со следами трепанации, найденный в местечке Чалагантепе (Агдамский район). 5-е тысячелетие до н. э. Музей истории Азербайджана (Баку)

В 2022 году была опубликована работа о сделанной около 31 000 лет назад ампутации ноги у человека, останки которого были найдены на Борнео. Пациент выжил и прожил ещё 6-9 лет.
Техника трепанации черепа появилась как минимум 7 000 лет назад. Если в каменном веке после этой операции умирало больше половины пациентов, то в бронзовом — уже меньше 20%. 
Первый трепанированный череп ископаемого человека был найден в Латинской Америке — в районе города Куско на территории Перу в 1865 году. На сегодняшний день обнаружено множество ископаемых черепов со следами трепанаций из всех регионов земного шара. Отверстия встречаются разной формы и размера, чаще круглые, но бывают и прямоугольные или треугольные; встречаются черепа с несколькими отверстиями. Чаще всего делалось единственное небольшое отверстие круглой формы — именно в таком случае у подвергнутого операции человека были наибольшие шансы на выживание. 
Полное заживление трепанационного отверстия характеризуется наличием замыкающей пластинки, прикрывающей губчатое вещество. После удачно проведенной трепанации не было обнаружено следов растрескивания, периостита, остеомиелита. Продолжительность жизни оперированных людей в случае удачного течения операции составляла не менее 2–3 лет, но могла достигать и 10–15 лет (что очень существенно с учетом невысокой средней продолжительности жизни людей в каменном веке). Анализ многочисленных трепанированных черепов человека на территории Перу показал, что процент выживаемости после такого рода операций достигал 70%. 
Чаще всего трепанации производились на взрослых мужчинах. Высказывались различные предположения о причинах этих операций, по наиболее вероятной версии, трепанация черепа производилась как часть ритуального лечения — через отверстие шаман изгонял злого духа, вызвавшего болезнь. Обратная теория рассматривает первобытные трепанации как ритуальное самоповреждение с целью открытия так называемого «третьего глаза» — галлюцинаций и спутанности сознания, принимаемых за ясновидение.